# تومواكي كونو
تومواكي كونو (باليابانية: 久野 智昭) (25 سبتمبر 1973 في شيزوكا في اليابان – )؛ هو لاعب كرة قدم ياباني سابق كان يلعب كلاعب وسط.

## وصلات خارجية
- تومواكي كونو على موقع رابطة كرة القدم اليابانية للمحترفين (اليابانية)
- تومواكي كونو على موقع قاعدة بيانات كرة القدم.إي يو (الإنجليزية)
- تومواكي كونو على موقع عالم كرة القدم.نت (الإنجليزية)